# Teoria do consumidor
A Teoria do Consumidor, ou Teoria da Escolha, é uma teoria microeconômica, que busca descrever como os consumidores tomam decisões de compra e como eles enfrentam os tradeoffs e as mudanças em seu ambiente. Os fatores que influenciam as escolhas dos consumidores são basicamente:
1) Decisão sobre trabalho/ lazer.
2)Curva de oferta de trabalho.
3)Efeito Total; Efeito Renda; e Efeito Substituição.
O modelo econômico tem:
Como função objetivo: U=U(h;I)
Restrição: L + H = 24
W.L + Y = I
Para a Teoria do Consumidor, as pessoas escolhem obter um bem em detrimento do outro em virtude da utilidade que ele lhe proporciona.
Em relação a "Teoria do Consumidor" a curva de indiferença mostra as cestas de mercado que fornecem o mesmo nível de satisfação para o consumidor.